# Шмайдель Гаврило

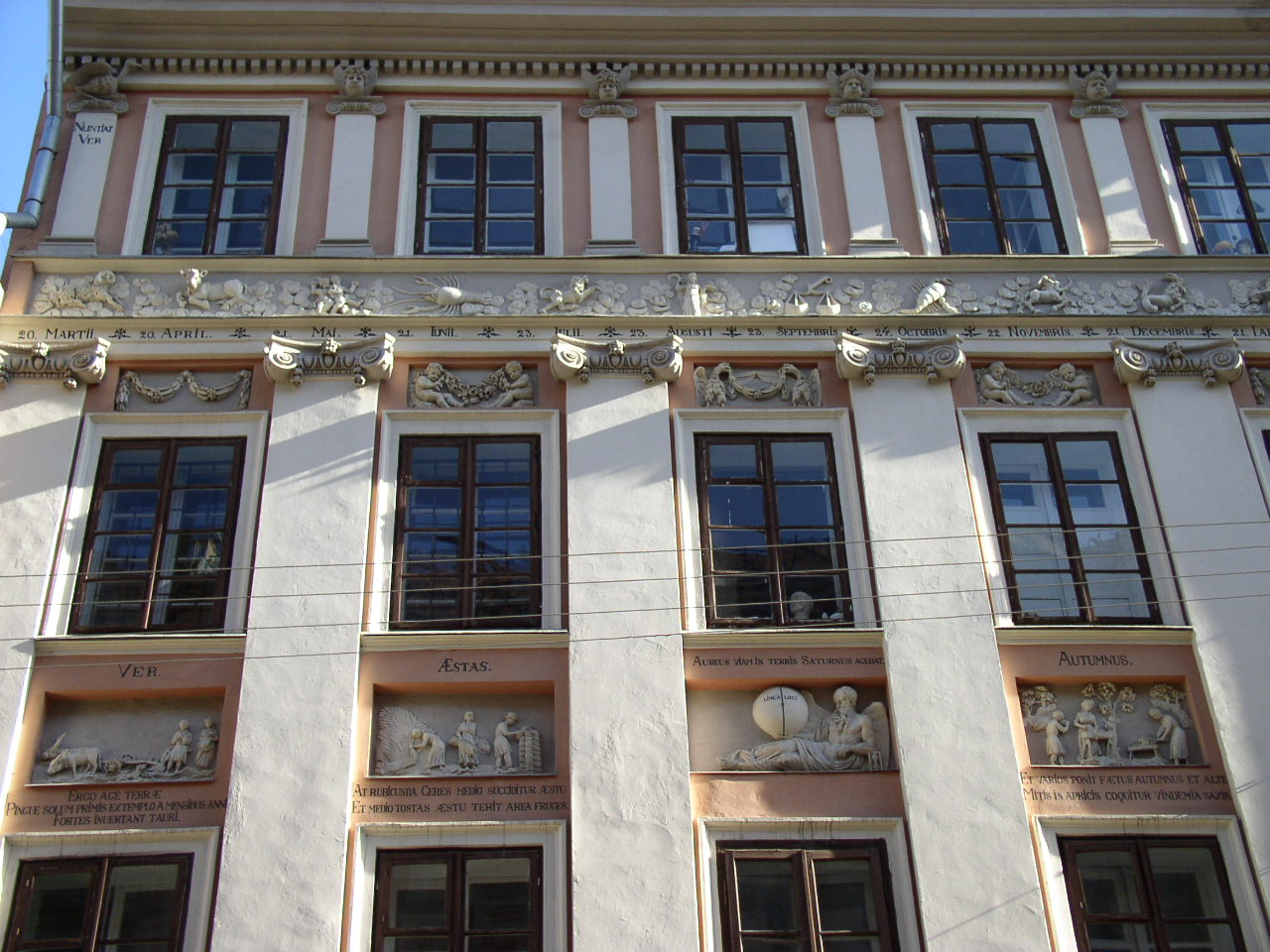
Рельєфи на будинку «Пори року» (вул. Вірменська, 23)

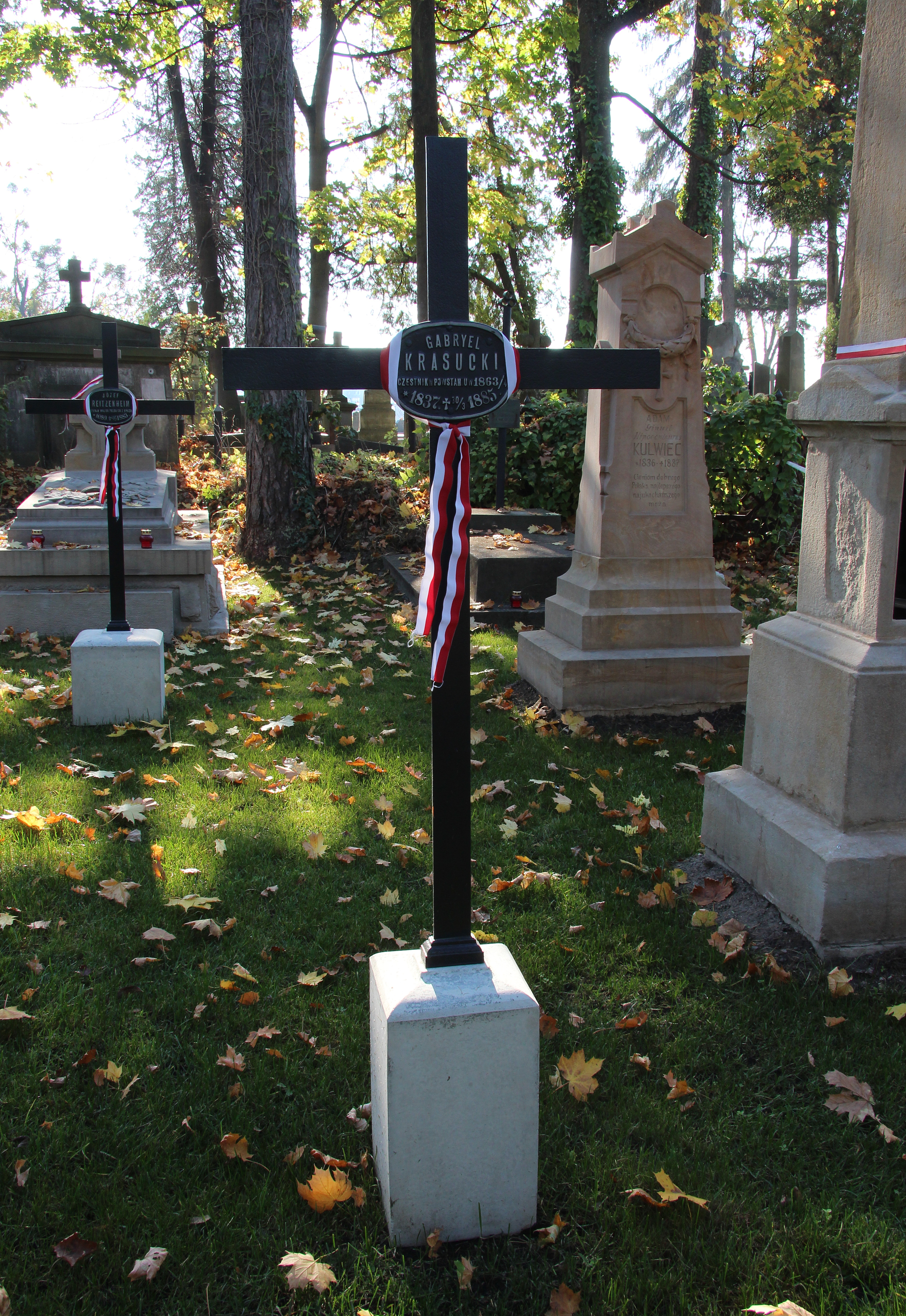
Місце поховання Шмайдель Гаврила

Гаврило Шмайдель (нім. Gabriel Schmeidel справжнє ім'я, ймовірно, Гаврило Красуцький, або Фелікс Красуцький 1837 — 21 березня 1885, Львів) — львівський скульптор родом з Варшави (за іншими даними — з Наддніпрянської України).

## Біографія
Львівський мистецтвознавець Юрій Бірюльов припускає, що Гаврило Красуцький походить з Варшави і його справжнє ім'я — Фелікс Красуцький. До 1855 року Фелікс Красуцький навчався у варшавській Школі мистецтв, а до 1859 року — в Римі. У 1859—1862 роках творив скульптури і рельєфи на релігійну тематику у Варшаві. Там взяв участь у січневому повстанні, а також у замаху на генерала Теодора Берга. По придушенні повстання засланий на Сибір, звідки ймовірно вдалось утекти.
Прибув до Львова 1871 року. Щоб уникнути переслідувань з боку влади Австро-Угорщини і подальшої екстрадиції до Росії, взяв псевдонім Гаврило Шмайдель. Певний час при вулиці Пекарській, 49 у Львові мав власну майстерню, але не досяг успіхів й надалі працював у майстернях львівських скульпторів Абеля Марії Пер'є (вул. Пекарська, 21), Леопольда Шімзера та Леонарда Марконі. Помер 21 березня 1885 року у Львові в шпиталі в крайньому зубожінні. Був похований на Стрийському цвинтарі. Перепохований на Личаківському цвинтарі. Справжнє ім'я і факти біографії стали відомі лише після смерті.
У роботах Шмайделя помітний перехід від класицизму до реалістичної скульптури другої половини XIX ст.

## Роботи
- Виконав ампірні рельєфи будинку № 23 на вулиці Вірменській. Фриз зі знаками зодіака, рельєфи двох лелек і побутові сцени з життя селян Львівщини що зображують пори року (по два рельєфи з обох боків від центрального зображення бога Хроноса, авторства Гартмана Вітвера)[3].
- Оздобив рельєфами будинок № 8 (т. зв. Бернатовичівська Кам'яниця) на площі Ринок у Львові.
- У майстернях Абеля Марії Пер'є і Леопольда Шімзера виконав три надгробки для Личаківського цвинтаря. Надгробок Гелени Вайдовської (Христос із хрестом, 1881), Сильвера Матуані (фігура Христа, що уособлює милосердя), Ядвіні Вагнер (дівчинка з квітами у руці, 1885).